# دی‌اندریاس پیکز
دی‌اندریاس پیکز شرکت تولید کننده پیک‌های پلاستیکی است. لوئیجی دی‌اندریاس اولین نفری بود که در ۱۹۲۲ پیک‌های پلاستیکی را از سلولز ساخت. اکتبر ۲۰۰۷ هشتاد و پنجمین سالگرد تولید اولین پیک پلاستیکی توسط این شرکت بود.
امروز این شرکت ۱۲ گونه مختلف پیک گیتار را تولید می‌کند از جمله پیک‌های کاستم که ویژه مشتریان خاص است. از این جمله می توان به ریچی سامبورا از بون جووی، ال دی میولا، لمی و اسلیر را نام برد.